# Delo (časopis)
Delo je slovenski nacionalni dnevni časopis, ki ga izdaja časopisno založniško podjetje Delo d.o.o. iz Ljubljane. Po podatkih Raziskave branosti in bralcev iz leta 2018 ima dnevni doseg 153.900 bralcev oz. 9,7 %, kar je drugi rezultat med slovenskimi dnevniki. Poleg tiskane izdaje ponuja tudi spletno izdajo, domača spletna stran delo.si je imela po podatkih MOSS januar 2019 mesečni doseg 374.392 oz. 28,4 % slovenskih uporabnikov spleta. Izhaja od ponedeljka do sobote, časopis pa vsebuje tudi nekatere priloge.
Tiskana naklada decembra 2004 je bila 89.656 izvodov, decembra 2010 59.328, decembra 2017 34.696, povprečna naklada v letu 2021 pa je bila 20.018 izvodov.
Uredništvo vsako leto podeljuje literarno nagrado kresnik za najboljši slovenski roman in priznanje za osebnost leta.

## Zgodovina

### 1959−1991: Začetki
Časopis je nastal z združitvijo časopisov Ljudska pravica in Slovenski poročevalec. Prva številka je izšla 1. maja 1959.

### 1991−2003: Po osamosvojitvi
Leta 1991 je Delo ustanovilo tabloid Slovenske novice, kasneje pa tudi razne dnevne priloge (npr. Ona).
Po osamosvojitvi so po prvi fazi lastninjena zaposleni predstavljali večinske lastnike Dela, in sicer 60 % lastniški delež, po 10 % je bilo v lasti skladov SOD in KAD, ostalih 20 % pa v lasti PID (kasneje Zvon 1 in Zvon 2) in drugih investitorjev. V interni anketi je v tem obdobju 93 % zaposlenih izrazilo naklonjenost lastništvu časopisnega podjetja s strani notranjih lastnikov. Pred uvrstitvijo podjetja na borzo se je sprva razvil nepregleden in nereguliran notranji trg z delnicami Dela, kasneje pa so delnice odkupovali tudi zunanji kupci. Zaradi velike dobičkonosnosti časopisov se je trgovanje z delnicami Dela v času uvrstitve podjetja na borzo januarja 1999 za nekatere izkazalo za izjemno dobičkonosno. Po letu 2000 naj bi zaposleni delnice Dela razprodali, lastništvo v delu pa naj bi postalo "stvar prestiža, političnega poželenja in različnih kalkulacij". Konec leta 2000 sta imela sklada Zvon 1 in Zvon 2  okoli 25 % lastniški delež, povečeval se je lastniški delež Infonda.

### 2003−2015: Pod lastništvom Pivovarne Laško
Leta 2003 je Pivovarna Laško z nakupom 24,98 % lastniškega deleža v Delu od družbe PID Zvon 1 (ki je bila v lasti slovenske rimokatoliške cerkve) postala največja lastnica časopisne družbe. Laško je dejansko obvladovalo še večji delež, saj je bila Pivovarna lastniško povezana z Infond-om. Do sredine 2005 je Pivovarna Laško skupaj z lastniško povezanimi družbami že obvladovala večinski lastniški delež v Delu.
Leta 2005 je Delo postalo 19,9-odstotni lastnik Večera; z Infond skladi je Pivovarna Laško s tem obvladovala tudi večinski lastniški delež tega časopisnega podjetja. Leta 2005 je Boško Šrot, ki je obvladoval Pivovarno Laško, posegel v uredniško politiko časopisa zaradi nezadovoljstva s poročanjem časopisa, ki je bilo v nasprotju s poslovnimi interesi Pivovarne Laško (konkretneje s poskusi prevzema Pivovarne Union). Šrot je odgovornim za nevšečno poročanje zagrozil z odpustom, kar se je po sporu lastnikov in uredništva tudi res zgodilo. Posegi v uredniško avtonomijo so se od tedaj postopno stopnjevali.
Na sestanku s predsednikom vlade Janezom Janšo avgusta leta 2005 se je Šrot dogovoril, da bo v zameno za vpliv vladajoče politike v Delu Pivovarna od države lahko odkupila Mercator. V Delu so bili nato kot nadzorniki, uredniki in v upravo nastavljeni politični zavezniki. Kmalu po dogovoru je bil z namenom krojenja poročanja Dela v skladu z interesi vladajočih kot odgovorni urednik Dela imenovan Peter Jančič kljub temu, da je na glasovanju novinarjev Dela Jančiču nasprotovalo 86,5 % novinarjev. Po imenovanju Jančiča je protestno odstopilo okoli ducat delovih novinarjev. Novinarji Dela navajajo, da je Jančič preprečeval kritično poročanje o vladi. Jančič je navedbe zanikal. Jančiča je leta 2020 tretja Janševa vlada imenovala kot odgovornega urednika portala Siol.net ob podobni odsotnosti podpore medijevih novinarjev. Pivovarna Laško je leta 2007 postala lastnica 94,09-odstotnega deleža Dela; tako je Pivovarna tudi formalno obvladovala Delo (ob tem pa tudi Večer). Zaradi domnevnega vmešavanja Dela v uredniško politiko tednika Mag, ki ga je Delo prevzelo, so novinarji Maga leta 2008 ustanovili tednik Reporter. Delo je nato poskušalo ovirati ustanovitev tega novega medija. Revijo Mag so ustanovili prav bivši novinarji Dela, ki so časopis v 1990-ih letih zapustili zaradi nestrinjanj z uredniško politiko Dela. Po letu 2007 so se odnosi med Šrotom in Janšo ter SDS ohladili; Janša naj bi na Šrota domnevno pritiskal, da naj Delo odproda.
Delo je leta 2008 pridobilo 59,25-odstotni delež v Večeru in s tem postalo 79,25% lastnik Večera. Ministrstvo za kulturo je tedaj določilo, da je bil prevzem nezakonit. Septembra 2009 je Agencija za varstvo konkurence določila, da mora zaradi presežne tržne koncentracije Delo odprodati vsaj 75-odstotni lastniški delež Večera. Pivovarna Laško je Delo prvič poskusila prodati leta 2010, a ni prejela nobene zavezujoče ponudbe. Prodajni postopek je bil ponovno pričet septembra leta 2013, a kljub začetnemu zanimanju dveh kupcev ni bil izveden zaradi odstopa potencialnih kupcev od povpraševanja. Leta 2014 je Delo prodalo delež v Večeru.

### 2015−: Pod lastništvom FMR
Leta 2015 je 100-odstoten lastniški delež Dela na dražbi od Pivovarne Laško za 7,3 milijone evrov prevzelo holdinško podjetje FMR, ki je lastniško povezano s Kolektor Group in ki ga obvladuje Stojan Petrič. Za nakup se je potegovala tudi mariborska družba Pronet, ki je pred tem pomagala financirati nakup Večera. Petrič je nemudoma po prevzemu zamenjal odgovornega urednika; nov odgovorni urednik Gregor Knafelc (ki je bil pred tem pri FMR odgovoren za odnose z javnostjo in ni imel novinarskih ali uredniških delovnih izkušenj) je nato odpustil številne zaposlene Dela, predvsem izkušene in priznane novinarje, in tako temeljito posegel v uredniško politiko časopisa. Petrič je v intervjuju za Delo leta 2018 zanikal vpletenost v "odhod[e]" Delovih novinarjev, a izjavil, da od novinarjev Dela pričakuje "lojalnost" in "enotnost". V intervjuju je tudi izrazil zanimanje za prevzem drugih medijev. Že leta 2015 naj bi Petrič na srečanjih z uredniki povedal, da časopisa ne obravnava kot "nikakršen javni servis", temveč zasebno podjetje, v prvi vrsti odgovorno lastnikom.
Po FMR-ovem prevzemu Dela naj bi novo lastništvo uredništvu časopisa posredovalo seznam oseb, da so bile deležne posebne pozornosti in obravnave v primerih časopisovega poročanja o njih. Med njimi so bili med drugim Stojan Petrič, ljubljanski župan Zoran Janković in bivši politik Gregor Golobič. Podjetja, ki so bila prek starševskega podjetja lastniško povezana z Delom, so se v tem času potegovala za več deset milijonov evrov vredne posle z Občino Ljubljana. Več novinarjev je v pogovoru s Pod črto izpostavilo stopnjevanje omejevanja novinarske avtonomije odkar je Delo prevzel FMR; prihajalo naj bi do groženj in pritiskov na novinarje in posledično pristranskega poročanja, skladnega z interesi lastništva. Delo naj bi od nekaterih zaposlenih tudi zahtevalo vnaprejšen podpis pogodbe o odpovedi delovnega razmerja ali zahtevalo podpis pogodbe o nerazkrivanju ob prekinitvi delovnega razmerja. Odgovorni urednik Uroš Urbas naj bi po navedbah zaposlenih v prvi polovici leta 2020 na srečanju kolegija, ki ga je sklical Urbas sam, sodelavcem povedal, da je deležen naraščujočih pritiskov s stani uprave in lastnika. Petrič naj bi zaradi nezadovoljstva z vsebino poročanja Dela o prijateljih in nasprotnikih lastnikov časopisa nameraval kar sam postati član uprave časopisa, odgovoren za vsebine. Urbas je kmalo po sestanku Delo zapustil.
Po poročanju tednika Mladina je 13. marca 2021 v.d. odgovornega urednika Bojan Budja prek intervencije v tiskarni iz tiskane izdaje Delove Sobotne priloge izločil prispevek Janeza Markeša, v katerem je avtor pisal o napadih aktualne Janševe vlade na medijsko svobodo v državi in pasivnost novinarskih kolegov ob pritiskih. Ker je bila naklada številke že natisnjena je bilo potrebno celotno naklado številke natisniti ponovno, izločen prispevk pa je na strani nadomestil oglas Dela. Izločen prispevek nato ni bil objavljen niti naknadno v naslednji številki. Markeš je po incidentu odšel na prostovoljni študijski popust. Prispevek je po razkritjih Mladine Delo objavilo na spletu.

### 2023: Pogovorne oddaje
Junija 2023 je časopis Delo predstavil štiri nove podkaste v zvočni in video obliki: Moč politike, Moč gospodarstva, Od srede do srede in Šokkast, ki izhaja na sestrski strani časopisa Slovenske novice. Jeseni so ponudbo podkastov razširili, snemajo pa jih v sodobnem studiu.

## Vsebina
Vsebina pokriva vsa področja, od slovenske lokalne in nacionalne politike in regionalnih novic do dogodkov v svetu, kulture, športa in gospodarstva. Poleg klasičnih novinarskih člankov vsebuje še komentarje in reportaže.

## Priloge
Časopis ima 8 rednih prilog:
- Ona − vsak torek
- Delo in dom − v sredo, vsakih 14 dni; vodnik za gradnjo, urejanje in prenovo domačega in delovnega okolja
- Polet O2 − vsak drugi četrtek v mesecu; seznanja z novostmi v športni rekreaciji, prehrani in zdravju
- Vikend − vsak petek; tedenski TV-vodnik v Sloveniji
- Svet kapitala − vsak petek; finančna priloga
- Sobotna priloga − vsako soboto
- Odprta kuhinja − vsako soboto; kulinarični vodnik tednika Nedelo
- Super 50 − vsak prvi ponedeljek v mesecu

## Podkasti
| Naslov            | Dan izhajanja | Voditelj(a)               | Vsebina                                                                       |
| ----------------- | ------------- | ------------------------- | ----------------------------------------------------------------------------- |
| Od srede do srede | sreda         | Ali Žerdin, Janez Markeš  | tedenska analiza aktualnih političnih dogodkov                                |
| Moč politike      | nedelja       | Suzana Kos, Barbara Eržen | tedenski pogovor z osebnostmi iz politike in družbe                           |
| Super moč         | četrtek       | Petra Kovič               | tedenski intervju z osebnostmi, ki so cenjene zaradi uspehov doma in v tujini |
| Šokkast           | torek         | Petra Kalan               | tedenski pogovor z gosti iz sveta estrade                                     |
| Na robu           | petek         | Pija Kapitanovič          | dvakrat mesečno pogovor o temah, ki so na meji individualnega in kolektivnega |
| Podkast VAR       | ponedeljek    | Nejc Grilc                | tedenski pogovor o aktualnih nogometnih temah                                 |
| Delo šport        | /             | Nejc Grilc                | mesečni pogovor z gosti iz sveta športa                                       |

## Nagrade in priznanja
- Valvasorjevo častno priznanje za donacijo fotografskega fonda Muzeju novejše zgodovine Slovenije.[32]